# Cleora decisaria
Cleora decisaria là một loài bướm đêm trong họ Geometridae.